# Gare de Docelles - Cheniménil
Gare de Docelles - Cheniménil vasútállomás Franciaországban, Docelles településen.

## Vasútvonalak
Az állomást az alábbi vasútvonalak érintik:
- Arches-Saint-Dié-vasútvonal

## Kapcsolódó állomások
A vasútállomáshoz az alábbi állomások vannak a legközelebb:
- Gare d’Arches
- Gare de Lépanges